# Погодин, Михаил Петрович
Михаи́л Петро́вич Пого́дин (11 [23] ноября 1800, Москва — 8 [20] декабря 1875, Москва) — русский историк, коллекционер, журналист и публицист, писатель-беллетрист, издатель. Тайный советник (1871).
Начиная с 1820-х годов отстаивал норманскую теорию. В 1826—1844 годах — профессор Московского университета. Почётный член Московского университета (1845). Вместе с Н. Г. Устряловым развивал теорию официальной народности. Придерживался консервативных взглядов.
В середине XIX века интерес к славянству и славянской истории, понимание самобытности русской истории сблизили Погодина со славянофилами. В 1841—1856 годах издавал близкий к славянофилам журнал «Москвитянин». Разрабатывал идеи панславизма.

## Ранние годы
Сын дворового человека, служившего домоправителем у графа И. П. Салтыкова и получившего вольную в 1806 году. Дед академика был крепостным крестьянином графа Г. П. Чернышёва.
Как писал в статье для «Энциклопедического словаря Брокгауза и Ефрона» М. А. Полиевктов, «обстановка барского двора, искательство отца у знатных и богатых не остались без влияния на характер Погодина: он отличался большой практичностью, совмещавшеюся в нём с немалой долей сентиментальности, с одной стороны, и критическим умом, с другой».
До десятилетнего возраста мальчик обучался дома, и уже в эту раннюю пору жизни в нём стала развиваться страсть к учению; знал он в то время одну лишь русскую грамоту и с жадностью прочитывал «Московские ведомости», тогдашние журналы «Вестник Европы» и «Русский Вестник» и переводные романы.
С 1810 по 1814 год Погодин воспитывался у приятеля своего отца, московского типографа А. Г. Решетникова. Глубокое впечатление на мальчика произвёл 1812 год, когда дом отца Погодина сгорел в пламени московского пожара, а его семья должна была искать спасенья в Суздале.
С 1814 по 1818 год Погодин обучался в Московской губернской гимназии, а с 1818 по 1821 год — на словесном отделении Московского университета. Вошёл в состав студенческого кружка Раича, из которого позднее выросло Общество любомудров; подружился со многими участниками кружка, и в особенности с Д. Веневитиновым. Характерная дневниковая запись (1 ноября 1820 г.):
Говорил с Тютчевым о молодом Пушкине, об оде его «Вольность», о свободном, благородном духе, появляющемся у нас.
По окончании университета до 1825 года преподавал географию в университетском благородном пансионе и одновременно давал частные уроки в семействе князя И. Д. Трубецкого. Летом жил в подмосковной усадьбе последнего, Знаменском, где «любил только княжну Голицыну и княжну Александру Трубецкую» (дневниковая запись).

## Литератор и журналист
Во второй половине 1820-х годов, став секретарём Общества любителей русской словесности, Погодин активно занимался литературной деятельностью, внёс заметный вклад в становление русской повести и святочного рассказа. Из-под его пера вышли повести: «Нищий» (1825), «Как аукнется, так и откликнется» (1825), «Русая коса» (1826), «Суженый» (1828), «Сокольницкий сад» (1829), «Адель» (1830), «Преступница» (1830), «Васильев вечер» (1831), «Чёрная немочь», «Невеста на ярмарке» и другие, изданные отдельно в сборнике «Повести» (ч. 1—3, 1832). В дальнейшем, в 1860—1866 годах был председателем Общества любителей русской словесности.
В 1826 году Погодин издал литературный альманах «Урания», к участию в котором привлёк Веневитинова, Е. А. Баратынского, А. Ф. Мерзлякова, Ф. И. Тютчева, А. И. Полежаева, С. П. Шевырева, П. А. Вяземского, по просьбе которого и А. С. Пушкин предоставил пять своих стихотворений. Сам Погодин опубликовал в альманахе свою повесть «Нищий» (с. 15—30), написанную в Знаменском летом 1825 года. Белинский считал, что это произведение замечательно «по верному изображению русских простонародных нравов, по теплоте чувства, по мастерскому рассказу».

После восстания декабристов Погодин опасался, что навлёк на себя подозрения властей. В его дневниковых записях 1820-х годов содержится много ценных сведений о Пушкине, с которым он был тогда на короткой ноге, хотя и записал при первой встрече: «Превертлявый и ничего не обещающий снаружи человек». В более поздних воспоминаниях о Пушкине описал первое чтение поэтом «Бориса Годунова» на вечере у Веневитиновых. Под впечатлением от «Бориса Годунова» сочинил историческую трагедию в стихах «Марфа, посадница Новгородская» (1830). Обширные дневники Погодина ещё ждут своего издателя. 

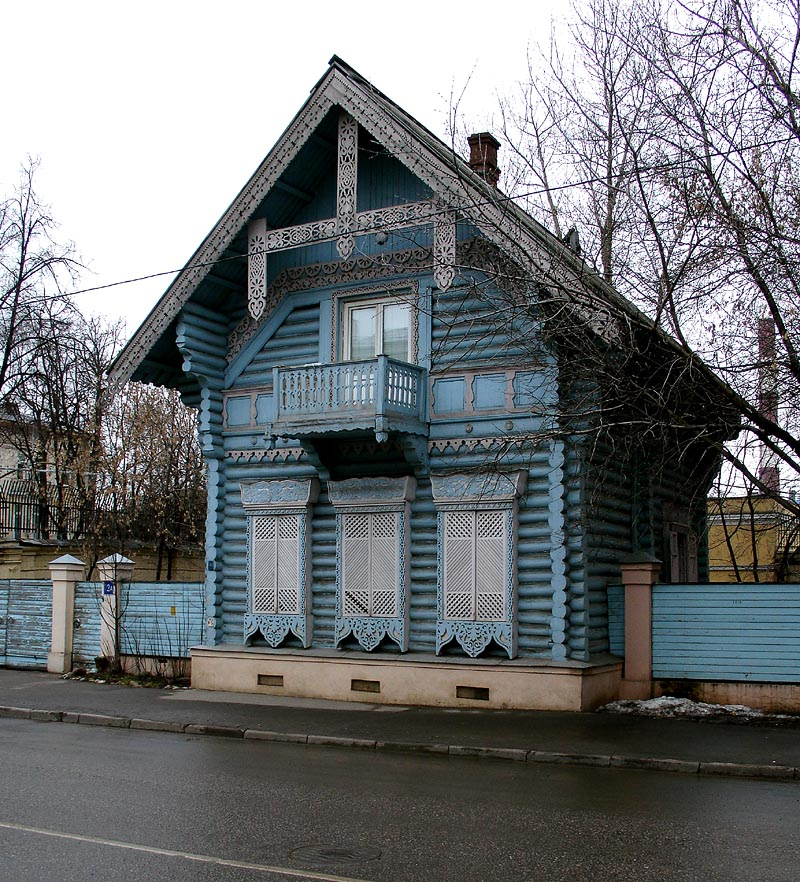
Знаменитая Погодинская изба на Девичьем поле

«К Трубецким приехала Голицына, у которой жила или гостила Лизавета Фоминишна Вагнер со своею дочерью Елизаветой Васильевной. У меня было тепло на сердце, когда я смотрел на Лизавету Васильевну», — записал Погодин в феврале 1826 года. Вскоре Елизавета Вагнер стала его женой. Квартировали молодожёны в Дегтярном переулке и на Мясницкой улице. В 1836 году у них родился сын Дмитрий.
В 1827—1830 годах Погодин издавал журнал «Московский вестник». Во время эпидемии холеры был редактором информационной газеты «Ведомости о состоянии города Москвы». Для «Телескопа» в 1831—1836 годах он писал рецензии на исторические книги и статьи. Совместно с С. П. Шевырёвым издавал и редактировал журнал «Москвитянин» (1841—1856), также редактировал первые шесть номеров «Русского зрителя», а с 1837 года — «Русский исторический сборник». С 1836 года — член Российской академии.
В погодинском доме у Девичьего Поля (ул. Погодинская, дом 12 а) многие годы проходили литературные вечера. У Погодина живали Николай Гоголь и Афанасий Фет, которого Михаил Петрович готовил к поступлению в университет. От усадьбы, сгоревшей во время Великой Отечественной войны, сохранилась только изба в русском народном стиле 1856 года постройки — один из ключевых предшественников русского стиля в архитектуре по характеристике Д. Мирского,
В течение пятидесяти лет Погодин был центром литературной Москвы, и его биография (в двадцати четырех томах!), написанная Барсуковым, фактически представляет собой историю русской литературной жизни с 1825 по 1875 годы.
В 1840-е годы, серьёзно увлёкшись панславизмом, Погодин установил контакты с чешскими филологами Шафариком и Палацким. Накануне Славянского съезда был у них в Праге, где оставил на руках у Шафарика тяжело больную супругу, которая вскоре скончалась. В конце 1857 года предложил Александру II организовать Славянский комитет, который возглавил после смерти первого председателя комитета Бахметьева А. Н.
Со временем «адская скупость» Погодина, неохотно выплачивавшего гонорары, стала притчей во языцех среди московских литераторов. Недальновидная финансовая политика привела к тому, что молодые сотрудники «Москвитянина» стали переходить в столичные журналы. Среди них оказались Аполлон Григорьев и Александр Островский, сохранившие и в дальнейшем славянофильское миросозерцание, воспринятое в годы работы у Погодина. В 1856 году Михаил Петрович свернул свою издательскую деятельность.

## Историк
В гимназии и в университете Погодин стал усердно изучать русскую историю, главным образом под влиянием появившихся в год его поступления в университет первых восьми томов «Истории государства Российского» Карамзина и за девять лет до этого изданного начала русского перевода шлецеровского «Нестора». Эти два труда имели решающее значение в учёных работах и воззрениях Погодина: он стал убеждённым, но не слепым, поклонником русского историографа, а также — первым и самым ярым из этнически русских историков последователем исторической критики Шлецера и его «норманской теории» происхождения Руси.
В университете на Погодина оказали сильное влияние своими чтениями профессора Мерзляков, прививший ему определённый устный и письменный слог, и Тимковский, развивший в Погодине склонность к критическому разбору текстов, впоследствии приложенную им к изучению русских исторических памятников письменности.

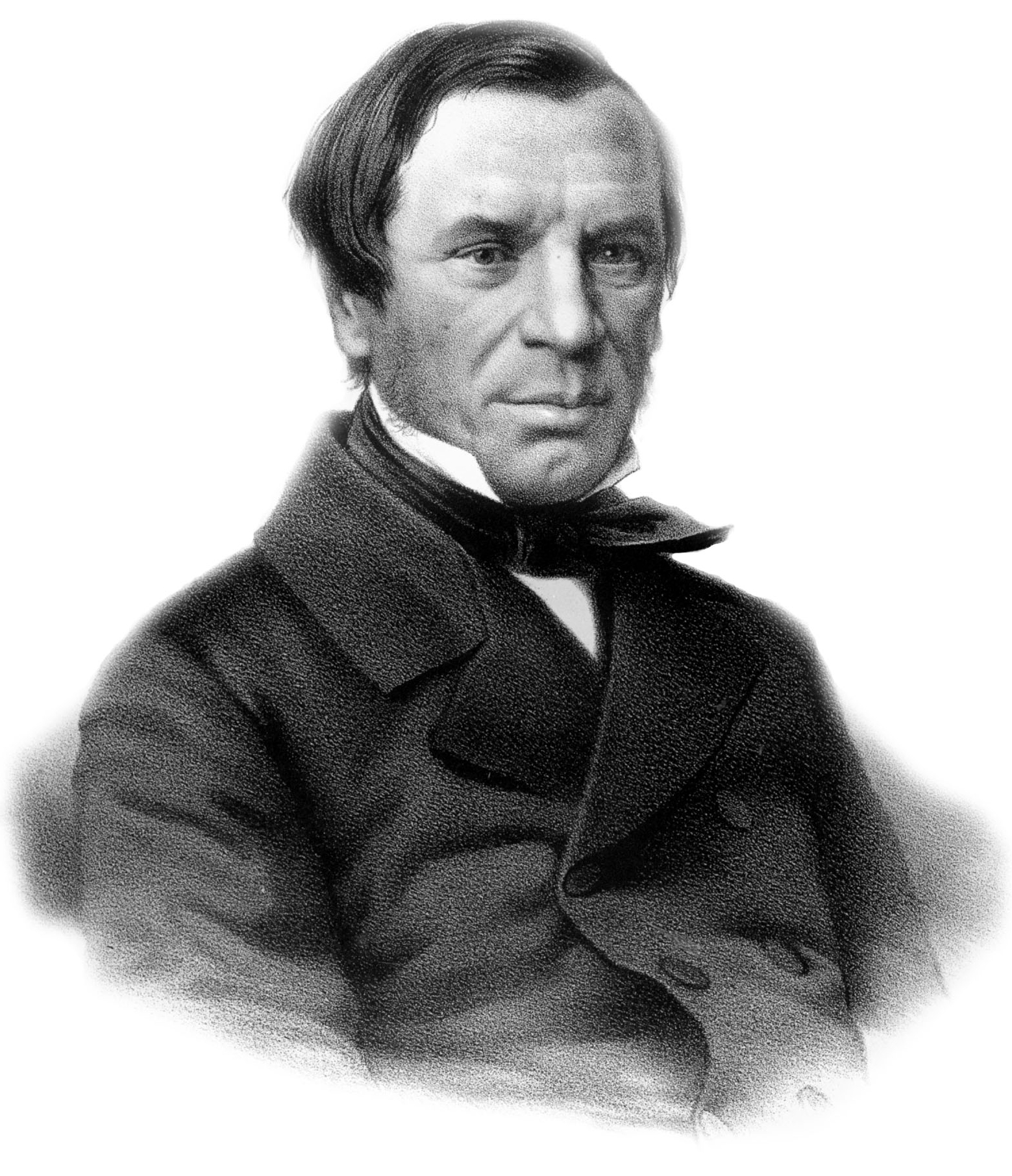
Профессор М. П. Погодин

В 1823 году Погодин сдал магистерский экзамен, а в 1824 году напечатал магистерскую диссертацию «О происхождении Руси», посвятив её Карамзину и защитив публично в Москве, в январе 1825 года. После защиты Погодин поехал в Петербург, где лично «представился» Карамзину, и, по его собственному выражению, «получил как бы его благословение».
Диссертация Погодина составляет свод всех мнений о происхождении Руси, начиная с Байера, и, на основании большой и малой критики Шлёцера, доказывает непреложность норманнской теории происхождения Руси. На этом этапе его основным оппонентом выступал представитель «скептической школы» М. Т. Каченовский, высказывавшийся за хазарское происхождение первых русских князей. Однако в отличие от большинства других норманистов, подобных Каченовскому, Погодин отстаивал республиканский (в трактовке Канта) дух русского народа.
Магистерство открыло перед Погодиным двери университетского преподавания, но не сразу удалось ему получить кафедру излюбленного им предмета — отечественной истории. С 1825 по 1828 год он преподавал всеобщую историю на первом курсе словесного отделения, а в 1828 году был утверждён адъюнктом на этико-политическом отделении, где читал новую историю (XVI—XVIII вв.).
Адъюнктуру на чужом для него отделении (позднее преобразованном в юридический факультет) Погодин занимал до 1833 года и лишь после увольнения профессора всеобщей истории Ульрихса стал читать на старших курсах словесного отделения курс всеобщей истории в течение шести лет, до возвращения из-за границы в 1839 году Т. Н. Грановского, намеченного на эту кафедру министром народного просвещения С. С. Уваровым.
С ноября 1835 года Погодин в звании ординарного профессора занял кафедру всеобщей истории. В 1841 году избран академиком Петербургской академии наук по отделению русского языка и словесности.
В 1844 году Погодин оставил службу в Московском университете. С 1844 года до самой смерти Погодин занимается изучением древней русской и славянской истории, а также публицистической деятельностью в качестве редактора основанного им в 1841 году журнала «Москвитянин» и других периодических изданий и автора отдельных политических брошюр.
Погодин открыл и ввёл в научный оборот ряд важных исторических источников и памятников русской словесности, как-то: «Псковская летопись» (1837), 5-й том «Истории Российской» В. Н. Татищева, «Казацкая летопись» Самуила Величко, «Книга о скудости и богатстве» И. Т. Посошкова. Кроме того, ему удалось первому правильно локализовать летописный город Блестовит.

### Научные взгляды
В магистерской диссертации «О происхождении Руси» (1825) Погодин обосновывал норманскую теорию возникновения российской государственности. И в дальнейшем его занимал в основном домонгольский период русской истории. В 1834 году защитил докторскую диссертацию «О летописи Нестора», в которой впервые поставил вопрос об источниках «Повести временных лет». Изучал причины возвышения Москвы. Доказывал постепенность процесса закрепощения русского крестьянства.
На заре своей деятельности Погодин увлекался романтической философией Шеллинга, совмещая немецкий идеализм с патриархальной московской закваской. Зрелость его пришлась на годы оформления теории официальной народности, на страже которой он стоял около тридцати лет, отрицая общность путей России и Запада, ибо у каждого народа свой путь — самобытность. Погодин сформулировал три основных отличия России от Запада:
1. Роль государя. Он считал, что для славян государь, князь — это гость и защитник, в то время как на Западе — вражина.
2. Положение вассалов в русском обществе: вассалы — промежуточный слой между государем и народом, находящийся у трона; на Западе же действует принцип: «вассал моего вассала — не мой вассал».
3. Собственность на землю: в России общинная земля находилась у народа, но под властью князя и его вассалов; на Западе земельные угодья принадлежали только вассалу.

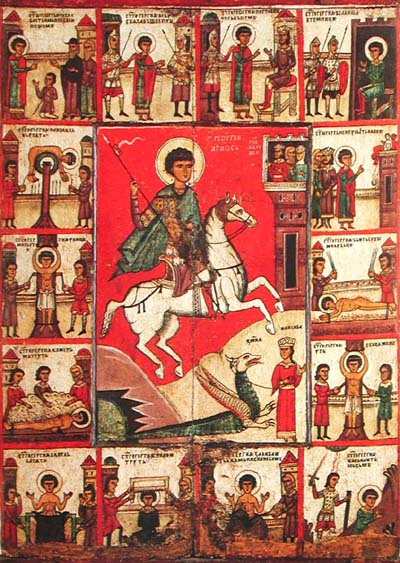
Икона начала XIV века из Погодинского древлехранилища

Также особенностью России Погодин считал её географию. Огромная территория страны не позволяла завоевателям осесть на ней, завоевать полностью. В отличие от костяка славянофилов, к Борису Годунову, Петру I и их реформам Погодин относился положительно, считая, что петровские преобразования позволили стране уйти от социального взрыва.

## Древлехранилище
Погодиным было собрано «Древлехранилище» — значительная коллекция предметов старины: около 200 икон, лубочные картины, оружие, посуда, около 400 литых образов, около 600 медных и серебряных крестов, около 30 древних вислых печатей, до 2000 монет и медалей, 800 старопечатных книг, около 2000 рукописей, включая древние грамоты и судебные акты. Отдельный раздел составляли автографы знаменитых людей, как российских, так и зарубежных, включая бумаги российских императоров начиная с Петра I.
Первые коллекции Погодин собрал в 1830-е годы лично в ходе поездок по России. Позднее по его заданиям древности приобретали агенты (Т. Ф. Большаков, А. Г. Головастиков, В. Я. Лопухин, Д. В. Пискарев, А. Е. Сорокин, К. Я. Тромонин, Н. П. Филатов) в различных регионах.
В 1852 году Николай I приобрёл собрание Погодина для государства, заплатив за него 150 тысяч рублей серебром. Рукописи были переданы в Публичную библиотеку, археологические и нумизматические древности (включая минц-кабинет) поступили в Эрмитаж, а древности церковные — в патриаршую ризницу (ныне — в Оружейной палате).

## Последние годы
Пожилой Погодин имел такой вес в обществе, что во время Крымской войны не раз подавал аналитические записки императору Николаю I, на которых тот делал многочисленные пометки. Бывший крепостной не стеснялся критиковать деятельность императора и вместе с тем в духе панславизма предлагал ему возглавить борьбу славянской Европы против Европы западной.

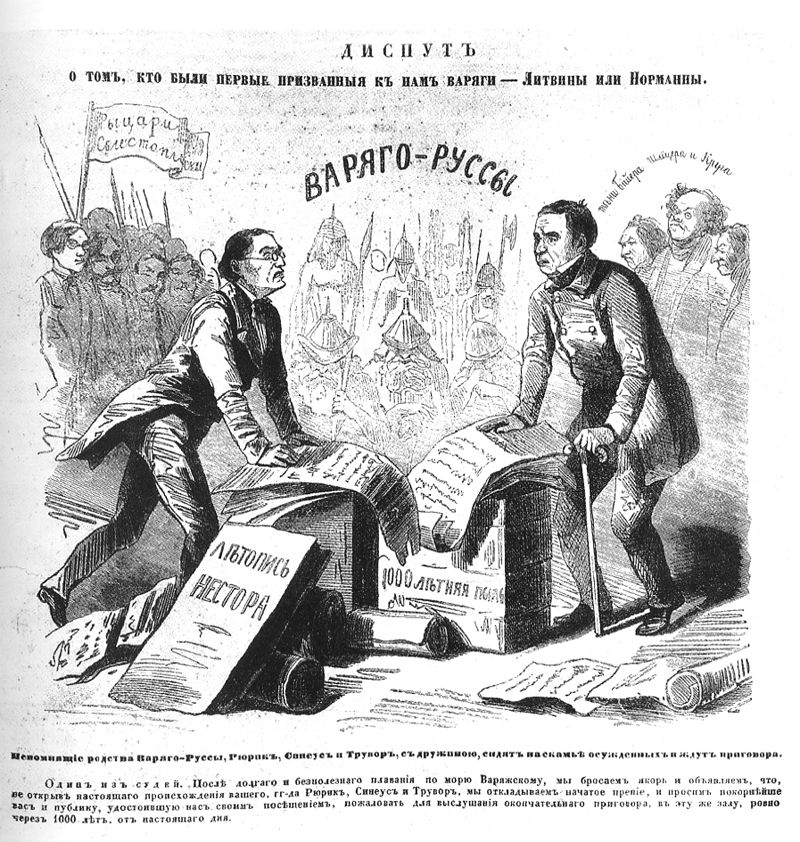
Диспут между Н. И. Костомаровым и М. П. Погодиным по вопросу, кем были первые призванные варяги. Из коллекции Музея истории СПбГУ

Лишь на склоне жизни он вернулся от публицистики к вопросам первоначальной русской истории и принялся с жаром защищать норманскую теорию от критики Н. Костомарова, а затем Д. Иловайского. По итогам полемики составил в 1872 году обобщающий труд «Древняя русская история до монгольского ига».

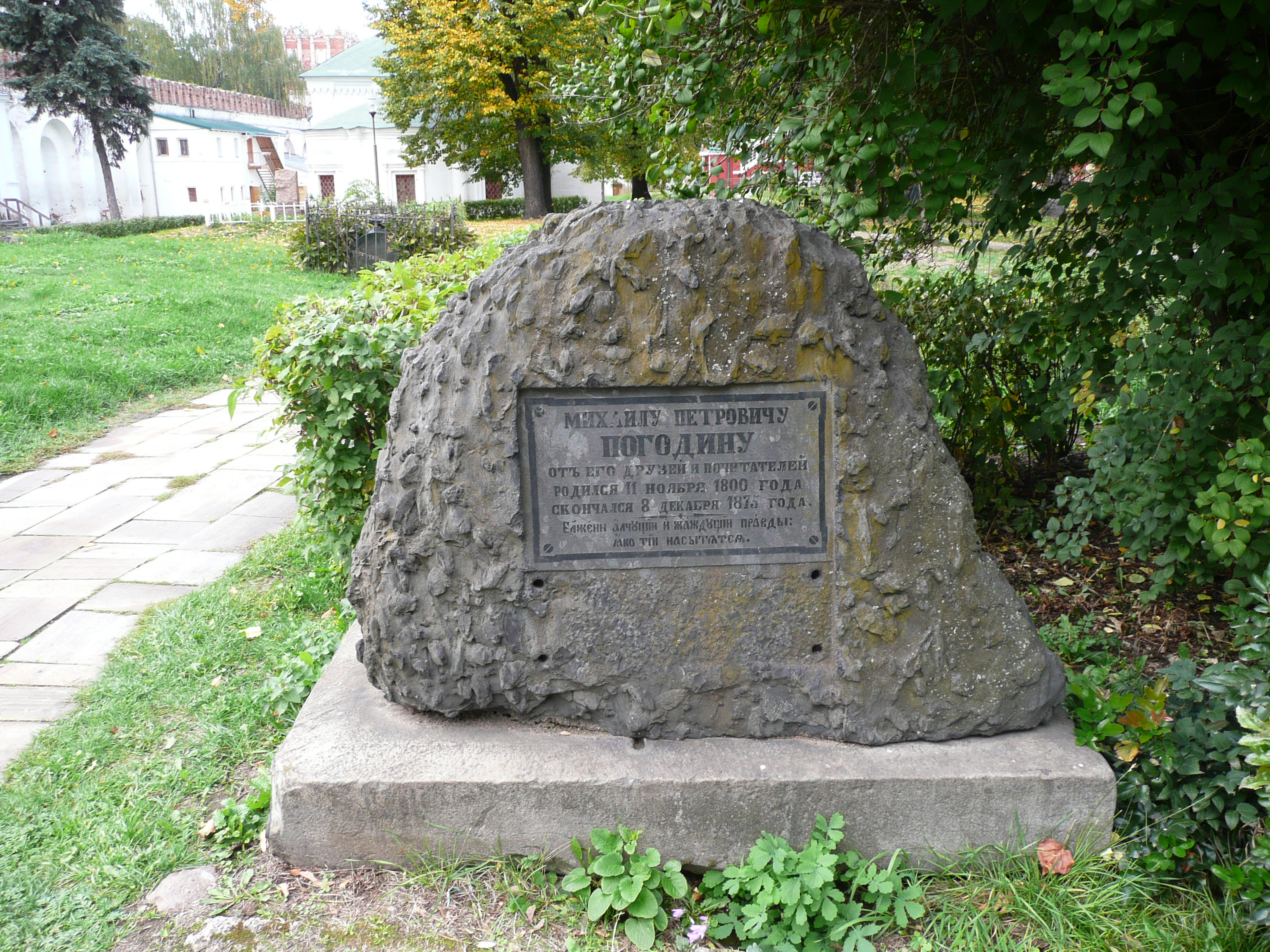
Могила М. П. Погодина

Погодин умер в возрасте 75 лет и был похоронен рядом с Буслаевым, Бодянским, Дювернуа и другими коллегами по университету в Новодевичьем монастыре. В 1878 году его вдова Софья Ивановна (1826—1887) пожертвовала в Румянцевский музей его домашнюю библиотеку и личный архив. Имя историка носит в Москве Погодинская улица, где некогда стояла его усадьба. Согласно оценке Д. Мирского, Погодин представляет собой
один из самых любопытных и сложных характеров современной русской истории, соединяющий в себе самые противоречивые черты: патологическую скупость и бескорыстную любовь к Древней Руси; высокую культуру и склад ума провинциального купца; природную трусость и способность к гражданскому мужеству. Всем знавшим его он внушал более или менее сильное отвращение; и всё-таки была в нем значительность и внутренняя сила.

## Семья М. П. Погодина
Первой супругой Михаила Петровича с 1833 года была Елизавета Васильевна Вагнер, второй (с 1860 года) — Софья Ивановна, вдова Саймонд.
Дочь Погодина, Александра, была замужем за А. К. Зедергольмом. Внук историка, земский деятель Михаил Иванович Погодин (1884—1969), жил в имении Гнездилово (ныне — Спас-Деменского района), основанном в екатерининскую эпоху генерал-поручиком Г. М. Осиповым. В 1920-е годы он организовал на базе усадьбы Алексино музей усадебного быта.